# 구스타프 말러 청소년 관현악단
구스타프 말러 청소년 관현악단(독일어: Gustav Mahler Jugendorchester, Gustav Mahler Youth Orchestra)은 오스트리아의 빈과 이탈리아의 볼차노를 거점으로 하고 있는 청소년 관현악단이다. 이탈리아 출신 지휘자인 클라우디오 아바도에 의해 창단되었으며, 창단과 동시에 음악 감독에 취임해 현재까지 재직 중이다. 창단 당시 서유럽 국가들 외에 냉전으로 인해 교류가 뜸하거나 힘들었던 동유럽 사회주의 국가들의 젊은 음악인들까지 단원으로 포함시키려는 시도를 했으며, 체코슬로바키아와 동독, 소련의 연주자들이 순차적으로 악단 단원으로 선발되었다.
1992년 소련의 붕괴로 냉전이 종식되자 전 유럽 국가들의 26세 이하 젊은 연주자들에게 참가 자격을 부여했으며, 유럽 연합의 공식 후원 단체로 지정되어 재정 지원을 받고 있다. 이외에도 오스트리아 정부와 여러 사설 단체와 기금, 재단의 후원금도 기부되고 있다. 아바도 외에 프란츠 벨저-뫼스트나 제임스 저드, 만프레드 호네크, 바츨라프 노이만, 미하엘 길렌, 피에르 불레즈, 리카르도 샤이, 네메 예르비, 베르나르트 하이팅크, 마리스 얀손스, 정명훈 등의 저명 지휘자들이 객원으로 지휘한 바 있다.
공연 곡목은 낭만파 음악을 중심으로 하고 있으나, 쇤베르크나 베르크, 베베른 등 '신 빈 악파' 의 작품들이나 헨체, 크세나키스, 달라피콜라, 메시앙, 바레즈, 하르트만 등 현대음악 작품들까지 아우르고 있다.
단원들은 퇴단 후에도 유럽이나 세계 각지의 관현악단과 실내악단, 음악 교육 기관에서 활동하고 있으며, 아바도가 창단한 말러 실내 관현악단이나 오케스트라 모차르트의 단원으로 편입되는 경우도 많다. 아바도와 벨저-뫼스트, 저드, 정명훈 등의 지휘로 음반 녹음 활동도 하고 있으며, 도이체 그라모폰이나 EMI, 유로아츠 등에서 CD와 DVD가 출반되고 있다.